# Erebia morula
Erebia morula är en fjärilsart som beskrevs av Adolph Speyer 1865. Erebia morula ingår i släktet Erebia och familjen praktfjärilar. Inga underarter finns listade i Catalogue of Life.